# Johanna Drucker
Johanna Drucker, née le 30 mai 1952 à Philadelphie, est une essayiste, poète, critique d'art, grammatologue, théoricienne de l'esthétique visuelle, maquettiste, conceptrice de couvertures de beaux livres (book designer) et une universitaire américaine. Elle est connue pour avoir étudié l'impact des nouvelles technologies informatiques sur l'écriture et la diffusion de l'écrit. Elle tient la chaire Martin et Bernard Breslauer à la UCLA School of Education and Information Studies (en) de l'université de Californie à Los Angeles.

## Biographie

### Jeunesse et formation
Johanna Ruth Drucker est la fille de Boris Drucker, un auteur de bandes dessinées, notamment pour le New Yorker et de Barbara Drucker,.
Après ses études secondaires, Johanna Drucker est acceptée au California College of Arts and Crafts à San Francisco où elle obtient son Bachelor of Fines Arts (licence) en 1972, elle poursuit son cursus universitaire en passant son Master of Arts (mastère 2) à l'université de Californie à Berkeley en 1982 pour y soutenir sa thèse de doctorat (Ph.D) en 1986,.

### Carrière
Johanna Drucker s'est fait connaitre par ses publications sur l'histoire des formes écrites, la philologie, la grammatologie, la typographie, l'esthétique artistique postmoderniste, les nouvelles interactions entre poésie / art visuel et numérique,.
Selon l'historien et critique d'art  Buzz Spector (en), Johanna Drucker apporte une expérience unique de sa connaissance, de   pratique de l'écriture en regard de l'histoire. Elle amène ses lecteurs à considérer le livre en sa matérialité (couverture, page, typographie, etc,)  comme une œuvre d'art.
En plus de son travail universitaire et de recherche, Johanna Drucker s'est fait également connaitre internationalement comme conceptrice de couvertures de livres et comme poète expérimentale,.
Johanna Drucker publie régulièrement dans des revues telles que la Los Angeles Review of Books (en), ou Jacket2.
Johanna Drucker habite à Los Angeles.

#### Carrière universitaire
- 1986 - 1988 : Assistante à l'université du Texas à Dallas
- 1988 - 1989 : Boursière / chercheuse à la Mellon Faculty de l'université de Harvard
- 1989 - 1994 : Maître assistante à la Columbia University, (histoire de l'art et archéologie)
- 1994 - 1998 : Maitre de conférences à l'université de Yale, (Histoire de l'art)
- 1998 - 1999 : Professeur d'histoire de l'art et directrice de Master of Fine Arts au Purchase College (en) rattaché à la State University of New York.
- 1999 - 2008 : Professeur titulaire de chaire, directrice du Département de littérature anglaise à l'université de Virginie.
- 2008 - maintenant : Professeur titulaire de chaire, directrice des sciences de l'information à l'université de Californie à Los Angeles.

### Vie privée
Johanna Drucker épouse l'artiste Thomas Bradley Freeman le 17 mai 1991, le couple divorce en juin 2004

## Œuvres

### Essais et traités

#### Années 1994-1999
- The Century of Artists' Books, New York, Granary Books (réimpr. 2004) (1re éd. 1994), 404 p. (ISBN 9781887123693, lire en ligne),
- Theorizing Modernism: Visual Art and the Critical Tradition, Columbia University Press, juin 1994, rééd. 23 mars 1996, 224 p. (ISBN 9780231080835, lire en ligne),
- The Visible Word : Experimental Typography and Modern Art, 1909-1923, Chicago, Illinois, University of Chicago Press (réimpr. 1997) (1re éd. 1994), 316 p. (ISBN 9780226165028, OCLC 1108752212, lire en ligne)[7],
- Alphabetic Labyrinth: The Letters in History and Imagination, New York, Thames & Hudson, 1er avril 1995, 328 p. (ISBN 9780500016084, lire en ligne),
- Johanna Drucker et William H. Gass (préf. Cornelia Homburg), The Dual Muse : The Writer as Artist, the Artist as Writer, Saint-Louis, Missouri, Washington University gallery of art, 1997, 152 p. (ISBN 9781556195242, lire en ligne)
- coécrit avec Ida Gianelli, American Art 1975-1995 from the Whitney Museum/Arte Americana 1975-1995 Dal Whitney Museum, Charta, 1er février 1998, 155 p. (ISBN 9788881581399),

#### Années 2000-2019
- The Century of Artists' Books, New York, Granary Books (réimpr. 2004) (1re éd. 1995), 378 p. (ISBN 9781887123693, OCLC 956985462, lire en ligne),
- Alphabetic Labyrinth: The Letters in History and Imagination, Thames & Hudson, 1er avril 1995, 320 p. (ISBN 9780500016084, lire en ligne),
- Figuring the Word : Essays on Books, Writing and Visual Poetics, New York, Granary Books, 1998, 332 p. (ISBN 9781887123235, OCLC 40578235, lire en ligne),
- Link 8: Codex, Link Arts, Inc, 28 octobre 2002, 276 p. (ISBN 9781892813077),
- Don't Pay Any Attention to Him, He's 90% Water: The Cartooning Career of Boris Drucker, Syracuse University Press, 12 septembre 2005, 56 p. (ISBN 9780815681489),
- Sweet Dreams : Contemporary Art and Complicity, Chicago, Illinois, University of Chicago Press (réimpr. 2006) (1re éd. 2005), 332 p. (ISBN 9780226165059, OCLC 1359386925, lire en ligne),
- co-écrit avec , Emily McVarish, Graphic Design History: A Critical Guide, Upper Saddle River, New Jersey, Pearson Prentice Hall, 8 février 2008, 416 p. (ISBN 9780132410755, lire en ligne),
- SpecLab: Digital Aesthetics and Projects in Speculative Computing, University of Chicago Press, 1er juin 2009, 264 p. (ISBN 9780226165080),
- Johanna Drucker, Anne Burdick, Todd Presner et Jeffrey Schnapp, Digital_Humanities, Cambridge, Massachusetts, MIT Press, 2012, 153 p. (ISBN 9780262312103, lire en ligne),
- What Is? : Nine Epistemological Essays, Austin,Texas, Cuneiform Press, 1er octobre 2013, 140 p. (ISBN 9780986004025),
- Graphesis : Visual Forms of Knowledge Production,  Cambridge, Massachusetts, Harvard University Press, coll. « MetaLABprojects », 2014, 220 p. (ISBN 9780674724938, OCLC 889650805, lire en ligne)[8],[9],
- The General Theory of Social Relativity, Vancouver, Colombie britannique, Elephants, 1er avril 2018, 93 p. (ISBN 9780995348363),

#### Années 2020-
- Cambridge, Massachusetts, Visualization and Interpretation: Humanistic Approaches to Display, MIT Press, 2020, 176 p. (ISBN 9780262044738),
- Iliazd: A Meta-Biography of a Modernist, Baltimore, Maryland, Johns Hopkins University Press, 15 décembre 2020, 312 p. (ISBN 9781421439631),

### Poésie et écrits expérimentaux
- From A to Z : an im partial bibliography; incidents in a non-relationship, or, how I came to not know who is, Chased Press, 1977, 73 p. (OCLC 6452053, lire en ligne),
- Italy, Figures, 1er janvier 1980, 51 p. (ISBN 9780935724059),
- Against Fiction, Druckwerk Press, 1983, 53 p. (OCLC 10961637, lire en ligne),
- The History of The/My World, Granary Book, 1990, rééd. 2 février 1996, 40 p. (ISBN 9781887123068, lire en ligne),
- Simulant Portrait, Pyramid Atlantic, 1er décembre 1990 (ISBN 9780685569795),
- coécrit avec  Brad Freeman, Otherspace: Martian Ty/Opography, Nexus Press, 1er décembre 1992 (ISBN 9780932526410)[10],
- Three Early Fictions, Potes & Poets Press, 1er décembre 1994, 60 p. (ISBN 9780937013496),
- Dark Decade, Detour Press, 1995, 122 p. (ISBN 9781886214002),
- The Word Made Flesh, Granary Books, 1er janvier 1996 (ISBN 9781887123099),
- Quantum : j 2 j., Druckwerk Press, 2000, 52 p. (OCLC 46378609, lire en ligne),
- Night Crawlers On the Web, Charlottesville, Virginie, Granary Books, 2000, 36 p. (ISBN 9781887123426, OCLC 45194074, lire en ligne),
- A Girl's Life, Granary Books, 2 mai 2002, 48 p. (ISBN 9781887123563),
- Combo Meals: Chance Histories, Drucker, 2008, 62 p. (ISBN 9781438264035),
- Stochastic Poetics, Granary & Druckwerk, 2012, rééd 2013, 57 p. (OCLC 1051647550)[11],
- Diagrammatic Writing, Einhoven, Pays-Bas, Onomatopee, coll. « Onomatopee » (no 97) (réimpr. 2018, 2022) (1re éd. 2013), 40 p. (ISBN 9789083270616, OCLC 1372296047, lire en ligne)[12],
- Downdrift, New York, Three Rooms Press, 10 avril 2018, 256 p. (ISBN 9781941110614),

### Articles

#### Années 1984-1999
- « Letterpress Language: Typography as a Medium for the Visual Representation of Language », Leonardo, vol. 17, no 1,‎ 1984, p. 8-16 (9 pages) (lire en ligne ),
- « From Against Fiction », boundary 2, vol. 14, nos 1/2,‎ hiver 1985 - 1986, p. 2-4 (3 pages) (lire en ligne ),
- « Iliazd and the Book as a Form of Art », The Journal of Decorative and Propaganda Arts, vol. 7,‎ 1988, p. 36-51 (16 pages) (lire en ligne ),
- « Harnett, Haberle, and Peto: Visuality and Artifice among the Proto-Modern Americans », The Art Bulletin, vol. 74, no 1,‎ mars 1992, p. 37-50 (14 pages) (lire en ligne ),
- « Collaboration without Object(s) in the Early Happenings », Art Journal, vol. 52, no 4,‎ hiver 1993, p. 51-58 (8 pages) (lire en ligne ),
- Johanna Drucker et Brad Freeman, « Common Currency », Art Journal, vol. 53, no 3,‎ automne 1994, p. 60-63 (4 pages) (lire en ligne ),
- « Images of a Displaced Past: Michael Flanagan and Medrie MacPhee », Art Journal, vol. 55, no 2,‎ été 1996, p. 7-15 (9 pages) (lire en ligne ),
- « Formalism's Other History », The Art Bulletin, vol. 78, no 4,‎ décembre 1996, p. 750-751 (2 pages) (lire en ligne ),
- « The Self-Conscious Codex: Artists' Books and Electronic Media », SubStance, vol. 26, no 1,‎ 1997, p. 93-112 (20 pages) (lire en ligne ),
- « Janet Zweig », Art Journal, vol. 56, no 3,‎ automne 1997, p. 14 (1 page) (lire en ligne ),
- « Dew Harrison », Art Journal, vol. 56, no 3,‎ automne 1997, p. 17-18 (2 pages) (lire en ligne ),
- « Digital Reflections: The Dialogue of Art and Technology », Art Journal, vol. 56, no 3,‎ automne 1997, p. 2 (1 page) (lire en ligne ),
- « Modernisme », Encyclopedia of Aesthetics, volume 3,‎ 1er janvier 1998, p. 245-252 (7 pages) (lire en ligne ),
- « Talking Theory / Teaching Practice », in The Education of a Graphic Designer,‎ 1 septembre 1998, réimpression 1 novembre 2005, p. 109-115 (6 pages) (ISBN 9781581154313, lire en ligne ),
- « Who's Afraid of Visual Culture? », Art Journal, vol. 58, no 4,‎ 1999, p. 36-47 (12 pages) (lire en ligne ),
- « Visual Poetics: An International View », boundary 2, vol. 26, no 1,‎ printemps 1999, p. 100-104 (5 pages) (lire en ligne ),
- « Writing Lesson », boundary 2, vol. 26, no 1,‎ printemps 1999, p. 99 (1 page) (lire en ligne ),

#### Années 2000-2019
- « Plastic Phallic Fantastic », in Sex Appeal: The Art of Allure in Graphic and Advertising Design,‎ 1er mars 2000, p. 69-73 (4 pages) (ISBN 9781581150483, lire en ligne )
- « Digital Ontologies: The Ideality of Form in/and Code Storage: Or: Can Graphesis Challenge Mathesis? », Leonardo, vol. 34, no 2,‎ 2001, p. 141-145 (5 pages) (lire en ligne ),
- « IIiazd and the art of the Book », Splendid Pages: The Molly and Walter Bareiss Collections of Modern Illustrated Books,‎ 24 février 2003, p. 72-87 (ISBN 9781555952099, lire en ligne ),
- « Graphical Readings and the Visual Aesthetics of Textuality », Text, vol. 16,‎ 2006, p. 267-276 (10 pages) (lire en ligne ),
- « Exhibition Catalogs in the Age of Digital Proliferation », Art on Paper, vol. 11, no 1,‎ septembre / octobre 2006, p. 46-53 (8 pages) (lire en ligne ),
- « Letterpress Language: Typography as a Medium for the Visual Representation of Language », Leonardo, vol. 41, no 1,‎ 2008, p. 66-74 (9 pages) (lire en ligne ),
- « Resident Artist (guest): Testament of Women », Nashim, no 15,‎ printemps 2008, p. 202-211 (10 pages) (lire en ligne ),
- « Graphic Devices: Narration and Navigation », Narrative, vol. 16, no 2,‎ mai 2008, p. 121-139 (19 pages) (lire en ligne ),
- « Le Petit Journal des Refusées : A Graphical Reading », Victorian Poetry, vol. 48, no 1,‎ printemps 2010, p. 137-169 (33 pages) (lire en ligne ),
- « Reading Interface », PMLA, vol. 128, no 1,‎ janvier 2013, p. 213-220 (8 pages) (lire en ligne ),
- « Diagrammatic and Stochastic Writing and Poetics », The Iowa Review, vol. 44, no 3,‎ hiver 2014 - 2015, p. 122-132 (11 pages) (lire en ligne ),
- Johanna Drucker, Anne Helmreich, Matthew Lincoln et Francesca Rose, « Digital art history : la scène américaine », Perspective, Paris, Institut national d'histoire de l'art, 2e série,‎ 2015, p. 27-42 (lire en ligne)
- « Why Distant Reading Isn’t », PMLA, vol. 132, no 3,‎ mai 2017, p. 628-635 (8 pages) (lire en ligne ),
- « The Back End: Infrastructure Design for Scholarly Research », The Journal of Modern Periodical Studies, vol. 8, no 2,‎ 2017, p. 119-133 (15 pages) (lire en ligne ),

### Graphisme
Ses diverses couvertures de livres sont disponibles sur le site Artists' Book on Line, dans la rubrique The Collection of Johanna Drucker.

## Prix et distinctions
- 1969 : obtention d'une bourse d'études du National Merit Scholarship Program (en)[2],
- 1980-1984 :   bourse d'études du Regents’ Fellowship, décernée par l'université de Californie à Berkeley[14],[2],
- 1984 :  bourse d'études  du Programme Fulbright[15],
- 1986 :  bourse d'études du programme Humanities Research Grant décernée par l'université de Californie à Berkeley[14],
- 1987 :  bourse d'études du programme President’s Summer Grant décernée par l'université du Texas à Dallas[14],
- 1988 - 1989 :  bourse d'études du Harvard Mellon Faculty Fellow, décernée par le département des beaux arts de l'université Harvard[2],
- 1990 :  bourse d'études du programme Summer, Faculty Research Grant, décernée par l'université Columbia[14],
- 1992-1993 : bourse d'études au titre de la Post-Doctoral Fellowship for Research décernée par la Fondation Getty[2],
- 1994 : lauréate du Phillip and Ruth Hettleman Award for Junior Faculty Teaching décerné par l'université Columbia[16],
- 1998 : bourse d'études pour bénéficier du programme Djerassi Artists Residency (en) décerné par la Fondation Djerassi[2],
- 2004 : bourse d'études Digital Cultures Fellow, décernée par l'université de Californie à Santa Barbara[17],
- 2008 : bourse d'études Stanford Digital Humanities Fellow, décernée par l'université Stanford[18],
- 2009 : bourse d'études décernée par la Fondation nationale pour les sciences humaines[19],
- 2010 : lauréate de l'Individual Achievement Award décerné par l'American Printing History Association[20],
- 2014 : élection comme membre de l'Académie américaine des arts et des sciences[21],
- 2014 : lauréate du prix Oscar Lewis décerné par le Book Club of California (en)[22],
- 2015 : lauréate du Walter J. Ong Award, décerné par la Media Ecology Association[23],
- 2016 : élévation au titre de docteur honoris causa par le Maryland Institute College of Art (en)[24],
- 2018 : obtention de la bourse Inaugural Distinguished Beinecke Fellow in Material Cultures, décernée par la bibliothèque Beinecke de livres rares et manuscrits[25],
- 2019 : lauréate de l'Alexandra Garrett Award for Service décerné par le Beyond Baroque Literary Arts Center (en) de Los Angeles,

## Pour approfondir

#### Articles dans des livres et manuels de références
- (en-US) Cathy Courtney, Speaking Of Book Art: Interviews With British And American Book Artists, Los Altos Hills, Californie, Anderson-Lovelace Publishers, 1999, 245 p. (ISBN 9780962637254, lire en ligne), p. 142-157,
- (en-US) Susan Vanderborg, Paratextual Communities: American Avant-Garde Poetry since 1950, Carbondale, Illinois, Southern Illinois University Press, 13 décembre 2001, 163 p. (ISBN 9780809323234, lire en ligne), p. 103-125,
- (en-US) Tracey L. Matthews (dir.), Contemporary Authors New Revision Series, Volume 138, Farmington Hills, Michigan, Gale Cengage, 17 juin 2005, 452 p. (ISBN 9780787678920, lire en ligne), p. 126-130. ,
- (en-US) Jessica R. Feldman & Robert Stilling (dir.), What Should I Read Next? : 70 University of Virginia Professors Recommend Readings in History, Politics, Literature, Math, Science, Technology, the Arts and more, Charlottesville, Virginie, University of Virginia Press, 21 août 2008, 300 p. (ISBN 9780813927367, lire en ligne), p. 203-206,

- (en-US) Mary Ruby (dir.), Contemporary Authors New Revision Series, Volume 305, Farmington Hills, Michigan, Gale Cengage, 2016, 474 p. (ISBN 9781410311948, lire en ligne), p. 83-87. ,

#### Articles anglophones
- « Johanna Drucker on Claes Oldenburg's "Raw Notes" », Art on Paper, vol. 11, no 2,‎ novembre / décembre 2006, p. 37 (1 page) (lire en ligne ),
- Susan Vanderborg, « Gendering "Otherspace": The "Martian Ty/opography" of Johanna Drucker and Brad Freeman », Science Fiction Studies, vol. 35, no 1,‎ mars 2008, p. 88-104 (17 pages) (lire en ligne ),
- Susan Vanderborg, « Corrigienda: Gendering "Otherspace": The "Martian Ty/opography" of Johanna Drucker and Brad Freeman », Science Fiction Studies, vol. 35, no 2,‎ juillet 2000, p. 357 (1 page) (lire en ligne ),
- Al Philreis, « Johanna Drucker on aesthetics & materiality » , sur Jacket2, 7 juin 2011
- Rochelle Terman, « The New Techno-University in an Age of Unemployment » , sur Townsend Center for the Humanities / Berkeley, 2012,
- Jennifer Berdan, « The Emerging Field of Digital Humanities: An Interview with Johanna Drucker », InterActions: UCLA Journal of Education and Information Studies, vol. 9, no 2,‎ 2013, p. 9 pages (lire en ligne  [PDF]),
- Johannah Rodgers, « Seeing and Knowing: Graphesis: Visual Forms of Knowledge Production » , sur Brooklyn Rail., mars 2015
- William Fenton, « Humanizing Maps: An Interview with Johanna Drucker » , 1er octobre 2015,
- Nico Viele, « The latest from digital humanist Johanna Drucker » , sur Newsroom / UCLA, 4 avril 2016,
- « An interview with Johanna Drucker on Poetry, Research, Digital Humanities and their future », Revue française d’études américaines, no 151,‎ 2017, p. 86-97 (11 pages) (lire en ligne ),

#### Articles francophones
- Olivier Le Deuff,, « Johanna Drucker, une chercheuse à l'interface des humanités digitales », savoir CDI,‎ mai 2017 (lire en ligne),
- Morgane Mignon, « Réception et transmission des travaux de Johanna Drucker : atelier » , sur Maison des Sciences de l'Homme en Bretagne, 2 mai 2018,

#### Sources audio-phoniques et audiovisuelles
- De nombreuses interviews, commentaires et lectures sont disponibles sur le site PennSound de l'université de Pennsylvanie.